# Périgny, Allier

Périgny este o comună în departamentul Allier din centrul Franței. În 1 ianuarie 2022 avea o populație de 470 de locuitori.